# Fontaine-lès-Dijon
Fontaine-lès-Dijon település Franciaországban, Côte-d’Or megyében. Lakosainak száma 9032 fő (2022. január 1.). Fontaine-lès-Dijon Ahuy, Talant, Daix és Dijon községekkel határos.

## Népesség
A település népességének változása:
| Lakosok száma | 3698 | 7066 | 7856 | 8947 | 9055 | 8881 | 8888 | 8800 | 8756 | 9032 |
|               | 1968 | 1982 | 1990 | 2006 | 2013 | 2015 | 2017 | 2019 | 2020 | 2022 |